# 莱昂内尔·巴伯
莱昂内尔·巴伯 （英語：Lionel Barber, 1955年—）是一位英格兰记者，2005年11月被任命为《金融时报》主编。

## 生平
1955年出生在英国，1978年毕业于牛津大学圣艾德蒙学堂德语和中世纪史双学位。同年进入《苏格兰人报》担任报道员，1981年加入《星期日泰晤士报》担任商业记者。1985年获得奖学金在《华盛顿邮报》实习。1980年代中期开始在《金融时报》工作。1992年作为加州大学伯克利分校访问学者。1996年成为欧洲大学学院访问学者。在《金融时报》担任多个职位后，2005年11月被任命为《金融时报》主编。